# Gabriela Rothmayerová
Gabriela Rothmayerová (Gölnicbánya, 1951. március 14. –) szlovák író és újságíró. Egykori csehszlovák baloldali politikus, a bársonyos forradalom után a Népi Kamara Szövetségi Gyűlés tagja. Később, a 90-es években a Demokratikus Baloldal, a Szlovák Nemzeti Tanács és a Szlovák Köztársaság Országos Tanácsának tagja.

## Élete
1951. március 14-én született Gölnicbányán. A szülőhelyén járt általános és középiskolába. 1969-ben a tanulmányai befejezése után a kassai Kelet-szlovákiai Vasműnél dolgozott, később a Východoslovenské noviny szerkesztője. 1970 és 1975 között a pozsonyi Comenius Egyetem Bölcsészettudományi Karán újságírást tanult. Az egyetem elvégzése után a Smena napilap kulturális részlegén dolgozott 1983 és 1987 között az Ohník gyermekmagazin főszerkesztője, majd a Smena főszerkesztője.
1998 és 2003 között a Szlovák Rádió főszerkesztője volt. 2005 óta a Szlovák Köztársaság sajtóbizottsági tagja. 2014 óta Robert Fico kulturális tanácsadója. Pozsonyban él és dolgozik. A férje: Emil Polák, újságíró, a fia: Michal Polák, újságíró és filozófus.

## Íróként
Munkáiban elsősorban saját, személyes tapasztalatait írta meg, de a reális történések mellett ironikus elemeket és sok humort is felhasznált. Gyakran foglalkozott a nők problémáival és életével, valamint a férfiak világával való konfrontációjával. Újságíróként is publikált, a cikkeit, írásait szintén az élet és a tapasztalatok inspirálták.

## Művei

### Próza és újságírás
- Lastovičie hniezdo (prózagyűjtemémy, 1982) Fecskefészek
- Po prvej skúške (novellagyűjtemény, 1984) Az első próba után
- Šťastie je drina (novella, 1989) A boldogság kemény munka
- Zo zápisníka poslankyne (újságcikkek, 1992) A képviselők jegyzőkönyve
- Dusno, kniha rozhovorov s osobnosťami politického a kultúrneho života (1997) Dusno, interjúk könyve a politikai és kulturális élet személyiségeivel
- Tak o čo ide? (regény, 2004) Mi a baj?
- Vtedy na Východe (regény, 2007)  Akkor Keleten

### Rádiójáték
- Zrelé ťažké plody (1980) Érett nehéz gyümölcsök

## Díj
- Ivan Krask-díj a Lastovičie hniezdo kötetéért (1982)

## Fordítás
- Ez a szócikk részben vagy egészben  a   Gabriela Rothmayerová című szlovák Wikipédia-szócikk ezen változatának fordításán alapul.  Az eredeti cikk szerkesztőit annak laptörténete sorolja fel. Ez a jelzés csupán a megfogalmazás eredetét és a szerzői jogokat jelzi, nem szolgál a cikkben szereplő információk forrásmegjelöléseként.